# Клад-Халланські мумії

Клад-Халлан (ґельською мовою Cladh Hallan) — археологічний пам'ятник на острові Саут-Юйст (South Uist) на Зовнішніх Гебридських островах у Шотландії. Відомий як єдине місце у Великій Британії, де були виявлені доісторичні мумії. Розкопки проводилися в період 1988-2002 рр..
У 2001 році група археологів виявила в Клад-Халлані 4 скелети, з них один належав чоловікові, померлому близько 1600 р. до н.е., і ще один - жінці, яка померла близько 1300 р. до н.е. (приблизно тоді ж, коли і Тутанхамон). Археологи не відразу зрозуміли, що скелети спочатку були муміями, оскільки з часом м'які тканини відшарувалися, а скелети були поховані. Тим не менш, аналізи показали, що тіла не були поховані приблизно до 1120 р. до н.е., а також те, що тіла невдовзі після смерті були поміщені на період 6-18 місяців в торф'яне болото. Після цього законсервовані тіла були, мабуть, поміщені в якесь приміщення. Причини того, чому тіла пізніше були поховані, залишилися незрозумілими. Тіла з Клад-Халлану відрізняються від багатьох болотних мумій тим, що були поміщені в болотне середовище спеціально з метою збереження, тоді як інші потрапили в болото випадково.